# Cleveland City Stars
El Cleveland City Stars fue un equipo de fútbol de Estados Unidos que jugó en la USL First Division, la desaparecida segunda división de fútbol del país.

## Historia
Fue fundado en el año 2006 en la ciudad de Cleveland, Ohio como miembro de la USL Second Division como uno de los equipos de expansión de la liga para la temporada 2007, temporada en la que estuvo invicto en sus primeros nueve partidos hasta que perdió en la jornada 10 ante el Charlotte Eagles. En esa temporada terminó invicto en casa, clasificando a los playoff como segundo lugar, donde fue eliminado en las semifinales.
En la siguiente temporada el club volvió a terminar invicto de local en donde terminaron en tercer lugar de la liga durante la temporada regular y logrando ser campeón de la liga en ese año venciendo en la final al Charlotte Eagles. A finales del año el club anuncia que pasaría a jugar en la USL First Division para la siguiente temporada.
El año 2009 no fue tan bueno en la segunda división nacional donde finalizaron en el lugar 11 y termina desapareciendo al finalizar la temporada por problemas financieros.

## Estadios
- Krenzler Field; Cleveland, Ohio (2007–2008)
- Middlefield Cheese Stadium en Bedford High School; Bedford, Ohio (2009)

## Palmarés
- USL Second Division: 1

2008

## Temporadas
| Año  | División | Liga                | Temporada Regular | Playoffs     | US Open Cup | Asistencia Promedio |
| ---- | -------- | ------------------- | ----------------- | ------------ | ----------- | ------------------- |
| 2007 | 3        | USL Second Division | 2º                | Semifinales  | 2ª Ronda    | 1,417               |
| 2008 | 3        | USL Second Division | 3º                | Campeón      | 3ª Ronda    | 1,634               |
| 2009 | 2        | USL First Division  | 11º               | No clasificó | 2ª Ronda    | 1,491               |

## Entrenadores
- Martin Rennie (2007–2008)
- Rod Underwood (2009)